# 穆罕默德·貝赫什提
穆罕默德·貝赫什提（波斯語：سیّد محمد حسینی بهشتی; 1928年10月24日—1981年6月28日），伊朗法学者、哲学家、教士，伊朗伊斯兰革命后二号政治人物，宪法主要起草人和行政机构建立者。他选拔并培养了多位伊斯兰共和国政治家，其中包括前总统哈桑·鲁哈尼和穆罕默德·哈塔米，以及阿里·阿克巴尔·韦拉亚提、穆罕默德-贾瓦德·拉里贾尼、阿里·法拉希安和穆斯塔法·普尔-穆罕默迪。他曾担任伊斯兰共和党总书记、伊斯兰革命委员会和专家会议主席，擅长英语、德语和阿拉伯语。1981年6月，他与70多名伊斯兰共和党成员被伊朗人民圣战者组织暗杀。